# Circuncentro

El circuncentro O de un triángulo es el centro de su circunferencia circunscrita.

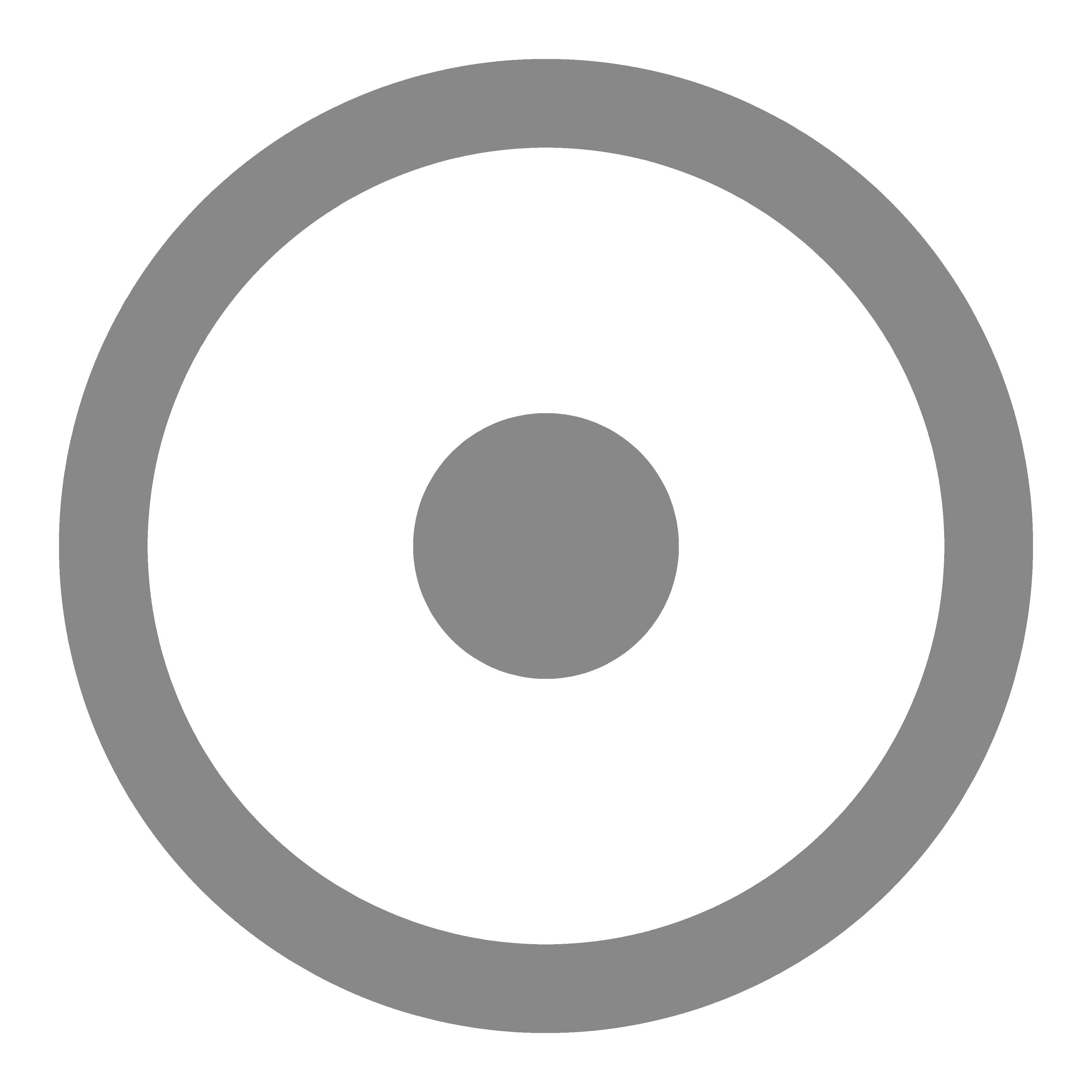
Símbolo del disco solar en el antiguo Egipto

El circuncentro de un triángulo es el punto en el que se cortan las mediatrices de sus tres lados y sus vértices.

El circuncentro es también el centro de la circunferencia circunscrita al triángulo, ya que es equidistante a los tres vértices del mismo. El radio de dicha circunferencia se denomina circunradio, y puede calcularse como la distancia del circuncentro a cualquiera de los vértices del triángulo. 
En formulación matemática el circuncentro suele denominarse con la letra O, mientras que el circunradio suele denominarse 
con la letra R.

### Propiedades del circuncentro y el circunradio
- El circuncentro de un triángulo puede ser interior o exterior al mismo, dependiendo de su clasificación por ángulos:
  - Si el triángulo rectángulo, el circuncentro se sitúa en el punto medio de la hipotenusa.
  - Si el triángulo obtusángulo, el circuncentro será exterior al triángulo.
  - Si el triángulo acutángulo, el circuncentro es interior al triángulo.

- El circuncentro, el baricentro y el ortocentro de un triángulo están siempre alineados, y forman parte de la Recta de Euler.
- El diámetro de la circunferencia circunscrita es igual a la longitud de cualquiera de los lados dividida por el seno del ángulo opuesto. Esto relaciona el circunradio de un triángulo directamente con el teorema de los senos, cumpliéndose que {\displaystyle 2R={\frac {a}{\operatorname {sen} {\widehat {A}}}}={\frac {b}{\operatorname {sen} {\widehat {B}}}}={\frac {c}{\operatorname {sen} {\widehat {C}}}}\,}.
- El circunradio está relacionado con el área {\displaystyle S} del triángulo, cumpliéndose que {\displaystyle R={\dfrac {abc}{4S}}\,}.
- El circunradio también está relacionado con el radio de la circunferencia inscrita de un triángulo {\displaystyle r} mediante varias fórmulas, cumpliéndose que:

{\displaystyle R={\frac {abc}{2r(a+b+c)}}={\frac {r}{cosA+cosB+cosC-1}}={\sqrt {\frac {a^{2}+b^{2}+c^{2}}{8(1+cosA\,cosB\,cosC)}}}\,}.